# Pléhédel
Pléhédel (bretonisch: Plehedel) ist eine französische Gemeinde mit 1.317 Einwohnern (Stand: 1. Januar 2022) im Département Côtes-d’Armor in der Region Bretagne. Die Einwohner werden Pléhédelais und Pléhédelaises genannt.

## Etymologie
Der Ortsname Pléhédel (früher auch Plohedel) setzt sich aus dem bretonischen Wort ploe (dt. „Pfarrgemeinde“) und dem Namen Hédel zusammen. Saint Hédel war ein bretonischer Heiliger, zu dem keine weiteren Fakten bekannt sind.

## Geographie
Umgeben wird Pléhédel von den Gemeinden Paimpol und Plouézec im Norden, von Lanloup und Plouha im Osten, von Pommerit-le-Vicomte und Lanvollon im Süden und von Pontrieux im Westen. An der südwestlichen Gemeindegrenze verläuft der Fluss Kerguidoué. Die nordfranzösische Atlantikküste liegt etwa 7 km vom Zentrum der Gemeinde entfernt.

## Geschichte
Erstmals erwähnt wurde Pléhédel in einer Schenkungsurkunde aus dem 13. Jahrhundert. Archäologische Funde deuten auf eine Besiedlung schon in der Eisenzeit hin. Die Gemeinde war lange Zeit im Besitz der Adelsfamilie Boisgelin, die sich im 12. Jahrhundert hier niederließ. 
Bis 1933 führte ein Mitglied der Familie die Gemeinde als Bürgermeister.
Bis zum Jahr 1836 gehörte Lanleff zum Gemeindegebiet von Pléhédel.
Im 19. Jahrhundert gab es einen Steinbruch, in dem rosafarbener Sandstein abgebaut wurde, wie er beispielsweise beim Bau der Kirche Saint-Pierre Verwendung fand. Außerdem wurde Flachs angebaut und weiterverarbeitet.

## Bevölkerungsentwicklung
| Pléhédel: Einwohnerzahlen von 1793 bis 2016                                                                                | Pléhédel: Einwohnerzahlen von 1793 bis 2016 | Pléhédel: Einwohnerzahlen von 1793 bis 2016 | Pléhédel: Einwohnerzahlen von 1793 bis 2016 | Pléhédel: Einwohnerzahlen von 1793 bis 2016 |
| --- | ------------------------------------------- | ------------------------------------------- | ------------------------------------------- | ------------------------------------------- |
| Jahr |                                             |                                             |                                             | Einwohner                                   |
| 1793 | 1793                                        |                                             | 1.147                                       | 1.147                                       |
| 1800 | 1800                                        |                                             | 1.062                                       | 1.062                                       |
| 1806 | 1806                                        |                                             | 1.394                                       | 1.394                                       |
| 1821 | 1821                                        |                                             | 1.554                                       | 1.554                                       |
| 1831 | 1831                                        |                                             | 1.725                                       | 1.725                                       |
| 1836 | 1836                                        |                                             | 1.739                                       | 1.739                                       |
| 1841 | 1841                                        |                                             | 1.636                                       | 1.636                                       |
| 1846 | 1846                                        |                                             | 1.710                                       | 1.710                                       |
| 1851 | 1851                                        |                                             | 1.760                                       | 1.760                                       |
| 1856 | 1856                                        |                                             | 1.696                                       | 1.696                                       |
| 1861 | 1861                                        |                                             | 1.706                                       | 1.706                                       |
| 1866 | 1866                                        |                                             | 1.769                                       | 1.769                                       |
| 1872 | 1872                                        |                                             | 1.563                                       | 1.563                                       |
| 1876 | 1876                                        |                                             | 1.767                                       | 1.767                                       |
| 1881 | 1881                                        |                                             | 1.693                                       | 1.693                                       |
| 1886 | 1886                                        |                                             | 1.760                                       | 1.760                                       |
| 1891 | 1891                                        |                                             | 1.668                                       | 1.668                                       |
| 1896 | 1896                                        |                                             | 1.641                                       | 1.641                                       |
| 1901 | 1901                                        |                                             | 1.609                                       | 1.609                                       |
| 1906 | 1906                                        |                                             | 1.640                                       | 1.640                                       |
| 1911 | 1911                                        |                                             | 1.600                                       | 1.600                                       |
| 1921 | 1921                                        |                                             | 1.416                                       | 1.416                                       |
| 1926 | 1926                                        |                                             | 1.441                                       | 1.441                                       |
| 1931 | 1931                                        |                                             | 1.322                                       | 1.322                                       |
| 1936 | 1936                                        |                                             | 1.133                                       | 1.133                                       |
| 1946 | 1946                                        |                                             | 1.320                                       | 1.320                                       |
| 1954 | 1954                                        |                                             | 1.304                                       | 1.304                                       |
| 1962 | 1962                                        |                                             | 1.288                                       | 1.288                                       |
| 1968 | 1968                                        |                                             | 1.134                                       | 1.134                                       |
| 1975 | 1975                                        |                                             | 1.185                                       | 1.185                                       |
| 1982 | 1982                                        |                                             | 1.200                                       | 1.200                                       |
| 1990 | 1990                                        |                                             | 1.085                                       | 1.085                                       |
| 1999 | 1999                                        |                                             | 1.122                                       | 1.122                                       |
| 2006 | 2006                                        |                                             | 1.253                                       | 1.253                                       |
| 2011 | 2011                                        |                                             | 1.299                                       | 1.299                                       |
| 2016 | 2016                                        |                                             | 1.301                                       | 1.301                                       |
| Quelle(n): EHESS/Cassini bis 1999, INSEE ab 2006 Anmerkung(en): Ab 1962 offizielle Zahlen ohne Einwohner mit Zweitwohnsitz |                                             |                                             |                                             |                                             |

## Baudenkmäler
Siehe: Liste der Monuments historiques in Pléhédel
- Schloss Boisgelin, um 1840 errichtet, als Monument historique eingeschrieben
- Herrenhaus in Boisgelin aus dem 16. Jahrhundert, Fassaden und Dächer seit 1964 als Monument historique eingeschrieben